# Bernard Defrance
Bernard Defrance, né le 26 novembre 1945 à Bourges (Cher), est un philosophe, qui a été professeur de psychopédagogie et de philosophie de l'éducation en École normale d'instituteurs et professeur de philosophie en lycée ; désormais à la retraite.

## Parcours professionnel
Né le 26 novembre 1945 à Bourges, Bernard Defrance a étudié la philosophie et a d'abord enseigné la psychopédagogie et la philosophie de l'éducation en École Normale d'Instituteurs, puis la philosophie en lycées (Champagne-sur-Seine, Meaux, Stains). Il milite notamment à la section française de Défense des Enfants International  pour laquelle il a rédigé plusieurs chapitres de rapports. Il œuvre à la diffusion des connaissances en pédagogie en participant à plusieurs revues comme les Cahiers pédagogiques, dont il a été membre du comité de rédaction pendant une vingtaine d'années. Il participe de même à la revue le Journal du Droit des Jeunes (www.droitdesjeunes.com) et est responsable localement de l'association CLCV (Consommation, Logement et Cadre de Vie) en Seine-Saint-Denis. Il est également membre du Conseil de surveillance de la Caisse de Crédit Mutuel des Pavillons-Livry.

## Publications
Bernard Defrance a publié un grand nombre d'articles parus dans de nombreuses revues concernant le droit et l'éducation, de même que de nombreuses contributions à des ouvrages collectifs. Il a également publié plusieurs ouvrages, apportant des théories novatrices.
- La violence à l’école, éd. Syros la Découverte, [1988] - 7e édition revue et augmentée en 2009 préfacée par Stanislaw Tomkiewicz  (ISBN 2-84146-796-1),
- Les parents, les profs et l’école, éd. Syros, 1993  (ISBN 2-84146-505-5), réédition 1998
- Le plaisir d’enseigner, éd. Quai Voltaire, [1992] - rééd. Syros 1997, 220 p., préf. Jean-Toussaint Desanti  (ISBN 2-84146-389-3)
- Sanctions et discipline à l’école, éd. Syros La Découverte (préface de Jean-Pierre Rosenczveig) – éd. La Découverte, 3e édition en 2003  (ISBN 2-7071-4166-6) 6e édition, 2009
- La planète lycéenne, des lycéens se racontent, éd. Syros, 1996  (ISBN 2-84146-336-2)
- Le droit dans l’école ou les principes du droit appliqués à l’institution scolaire, éd. Labor (Bruxelles), 2000  (ISBN 2-8040-1510-6)
- Violences scolaires, les enfants victimes de violence à l’école, coauteur Pascal Vivet, 151 p., éd. Syros, 2000  (ISBN 2-84146-689-2)